# 弗兰克·菲德斯
弗兰克·菲德斯（英語：Frank Fiddes，1906年7月16日—1981年3月26日），加拿大男子赛艇运动员。他曾代表加拿大参加1928年夏季奥林匹克运动会赛艇比赛，获得男子八人单桨有舵手铜牌。